# Linda Nosková
Linda Nosková, née le 17 novembre 2004 à Vsetín, en Tchéquie, est une joueuse de tennis tchèque, professionnelle depuis 2022.

## Biographie
Après avoir remporté deux tournois ITF à Bratislava en mars 2021, Linda Nosková gagne le tournoi junior de Roland-Garros 2021 à l'âge de 16 ans en dominant la Russe Erika Andreeva en finale.

## Carrière professionnelle

### Débuts WTA en 2022
Linda Nosková effectue ses grands débuts sur le circuit WTA en accédant, à 17 ans, au tableau principal du tournoi de Roland-Garros 2022 après 3 matchs gagnés en qualifications. Elle échoue au 1er tour contre la Britannique Emma Raducanu en 3 sets.
En juin, elle atteint les demi-finales du tournoi WTA 125 de Makarska et perd contre la future vainqueure Jule Niemeier.
En juillet, elle accède à une nouvelle demi-finale au tournoi WTA 250 de Prague et perd contre la future vainqueure Marie Bouzková.
Début août, elle fait son entrée dans le top 100 du classement WTA à la 94e place.
À l'US Open, elle franchit 3 tours de qualifications pour intégrer le tableau principal.
Elle finit l'année au 102e rang mondial avec l'ambition de réaliser une belle saison 2023.

### 2023. Finales à Adélaïde et Prague, entrée dans le Top 50
En janvier 2023, au tournoi d'Adélaïde 1 (WTA 500), 102e mondiale, elle se qualifie en battant les Russes Anna Kalinskaya (58e) et Anastasia Potapova (43e). En seizième de finale, pour sa cinquième rencontre dans le tableau principal d'un tournoi WTA, elle affronte pour la première fois une joueuse du Top 10 : la no 8 Daria Kasatkina. Elle crée la surprise en l'emportant, 6-3, 6-7, 6-3. Puis elle écarte Claire Liu (59e) en deux sets. En quart, elle bat l'ancienne no 1 mondiale Victoria Azarenka, 6-4, 6-7, 7-6. En demi-finale, elle dispose de la no 2 Ons Jabeur, 6-3, 1-6, 6-3. Elle s'incline en finale devant la no 5 Aryna Sabalenka, 3-6, 64-7.
Février 2023, au Tournoi de tennis de Lyon (WTA 250) elle gagne au premier tour face à Garbiñe Muguruza également ancienne numéro 1 au classement WTA 6-1 / 6-4. Elle se hisse en quarts de finale en éliminant Mayar Sherif ( tête de série numéro 4 du tournoi ). Elle échoue à ce stade de la compétition dans un match accroché contre la colombienne Camilla Osorio 6-4 / 7-6³. Elle poursuit tout de même son ascension fulgurante et fait donc son entrée dans le top 50 du classement WTA.
Après son élimination au second tour de Roland-Garros par Elena Rybakina, la tchèque se présente comme tête de série n°1 au tournoi de Makarska. Après avoir disposé en deux sets (6-2, 7-5 ) de Darja Semeņistaja, elle élimine la française Elsa Jacquemot après un tie-break (6-3, 7-6). C'est une autre française, la tête de série n°5 Diane Parry, qui l'élimine en quarts de finale, après que Nosková ait mené 6-1 dans le premier set (6-1, 6-7, 3-6). 
A Prague, dans son pays natal, elle parvient en finale pour la deuxième fois de sa jeune carrière en battant les qualifiées Elvina Kalieva (6-1, 6-2) et Ankita Raina (1-6, 7-5, 6-1), toutes deux joueuses classées hors du Top 100 ainsi que la Slovaque Anna Karolína Schmiedlová (6-0, 6-2) et l'Allemande Tamara Korpatsch (6-1, 6-1) en demi-finale. Opposée à la Japonaise Nao Hibino en finale, elle s'incline en deux sets (4-6, 1-6).

### 2024. Quart de finale à l'Open d'Australie, 1ertitre à Monterrey
Elle commence l'année par quatre victoires consécutives au tournoi de Brisbane, dans un match difficile d'abord contre la qualifiée spécialiste de double Tímea Babos (5-7, 7-6, 7-6), puis contre la Roumaine Sorana Cîrstea (6-4, 4-6, 6-4) et la jeune qualifiée Argentine Julia Riera (6-1, 6-7, 6-3) à chaque fois en trois sets. Elle bat la très jeune Mirra Andreeva en quarts de finale (7-5, 6-3) et se qualifie ainsi pour les demi-finale du tournoi. Elle y retrouve la numéro quatre mondiale Elena Rybakina qui la bat logiquement (3-6, 2-6).
Elle surfe sur sa bonne forme dans le tableau final de l'Open d'Australie qu'elle dispute pour la première fois de sa carrière et où elle sort sa compatriote Marie Bouzková (6-1, 7-5). Elle réussit à atteindre le troisième tour en Grand Chelem pour la première fois de sa vie en éliminant l'invitée Américaine McCartney Kessler en trois sets (6-3, 1-6, 6-4). Elle joue ensuite la championne Polonaise Iga Świątek, numéro une mondiale, vainqueur de Roland Garros et du Masters en fin d'année passée. Elle remporte une victoire de prestige en renversant le cours du match (3-6, 6-3, 6-4) et gagne ainsi sa première victoire sur une numéro une mondiale.  Profitant de l'abandon de l'Ukrainienne Elina Svitolina, outsider du tournoi (3-0 ab.) elle joue les quarts de finale du Grand Chelem australien contre une autre surprise, la qualifiée Dayana Yastremska, novice à ce stade en Grand Chelem et sortie des qualifications. Elle s'incline (3-6, 4-6), mettant fin à son bon tournoi.
Elle remporte en août 2024 son 1er tournoi WTA à Monterrey, en catégorie WTA 500, en dominant en finale la Néo-zélandaise Lulu Sun (7-6, 6-4), quart de finaliste du dernier Wimbledon. Elle ne perd aucun set durant le tournoi, écrasant la qualifiée Anna Danilina (6-0, 6-1) et remportant ses matchs contre Wang Xiyu (6-4, 7-6), l'ancienne numéro trois Elina Svitolina (6-4, 6-4) et la tête de série numéro deux Emma Navarro (7-6, 7-5) en demi-finale.

### 2025. Quart de finale à Dubaï, 1/8eà Wimbledon et nouvelle finale à Prague
En février, elle réussit une performance de choix à Abou Dhabi en ne lâchant aucun set contre les Polonaises Magdalena Fręch (6-0, 6-3) et Magda Linette (6-4, 6-3) ainsi qu'en sortant la dixième joueuse mondiale et récente demi-finaliste à l'Open d'Australie Paula Badosa (6-4, 6-1), s'inclinant seulement aux portes de la finale contre une autre jeune joueuse, l'Américaine Ashlyn Krueger (6-7, 4-6). Elle parvient deux semaines plus tard pour la première fois de sa vie en quart de finale d'un tournoi WTA 1000, réussissant un beau parcours en éliminant la Kazakh Yulia Putintseva (6-2, 7-6) mais surtout la jeune Russe Diana Shnaider (7-6, 4-6, 6-3) et la cinquième joueuse mondiale, Jessica Pegula, finaliste du dernier US Open (6-3, 7-6). Elle joue son quart contre une autre surprise du tournoi, la Danoise Clara Tauson qui a sortie au tour précédent la numéro une Aryna Sabalenka et s'incline en deux manches (6-7, 4-6).
Fin juin, elle sort à Bad Homburg, tournoi sur gazon, la qualifiée Ajla Tomljanović (6-3, 6-2), la Croate Donna Vekić (2-6, 6-2, 6-4), demi-finaliste à Wimbledon l'année passée et la jeune Mirra Andreeva, septième mondiale (6-3, 6-3), remportant ainsi sa première victoire sur gazon sur une Top 10 en carrière. Elle résiste à Jessica Pegula, numéro trois mondiale et finaliste du dernier US Open sur les deux premiers sets mais perd le match (7-6, 5-7, 1-6). Elle confirme son appétence pour la surface en remportant trois matchs à Wimbledon, contre l'Américaine Bernarda Pera (6-2, 6-4), l'Allemande Eva Lys (6-2, 2-6, 6-3) et la Russe Kamilla Rakhimova (7-6, 7-5) qui viennent toutes deux de remporter leurs premiers match ici. Pour son premier huitième de finale ici, elle est sortie par Amanda Anisimova au terme d'un gros duel (2-6, 7-5, 4-6).
Elle joue les derniers tournois de la saison européenne et revient de nouveau en finale dans la capitale Tchèque. En tant que tête de série numéro une, elle sort la qualifiée Russe Anastasia Gasanova en deux tie-breaks puis l'Italienne Elisabetta Cocciaretto (6-2, 6-4) et la spécialiste de double Kateřina Siniaková (6-2, 4-6, 6-3) en quarts. Elle bat en demi-finale la Chinoise Wang Xinyu (6-4, 6-1) et joue une autre compatriote, Marie Bouzková en finale, ancienne vainqueur. Elle s'effondre après un début de match réussi (6-2, 1-6, 3-6) et laisse son adversaire devenir la joueuse la plus titrée dans le tournoi.

## Palmarès

### Titre en simple dames
| No | Date       | Nom et lieu du tournoi         | Catégorie | Dotation  | Surface    | Finaliste | Score     |          |
| -- | ---------- | ------------------------------ | --------- | --------- | ---------- | --------- | --------- | -------- |
| 1  | 19-08-2024 | Abierto GNP Seguros, Monterrey | WTA 500   | 922 573 $ | Dur (ext.) | Lulu Sun  | 7-66, 6-4 | Parcours |

### Finales en simple dames
| No | Date       | Nom et lieu du tournoi             | Catégorie | Dotation  | Surface    | Vainqueure      | Score         |          |
| -- | ---------- | ---------------------------------- | --------- | --------- | ---------- | --------------- | ------------- | -------- |
| 1  | 01-01-2023 | Adélaïde International 1, Adélaïde | WTA 500   | 826 837 $ | Dur (ext.) | Aryna Sabalenka | 6-3, 7-64     | Parcours |
| 2  | 31-07-2023 | Livesport Prague Open, Prague      | WTA 250   | 259 303 $ | Dur (ext.) | Nao Hibino      | 6-4, 6-1      | Parcours |
| 3  | 21-07-2025 | Livesport Prague Open, Prague      | WTA 250   | 275 094 $ | Dur (ext.) | Marie Bouzková  | 2-6, 6-1, 6-3 | Parcours |

### Titre en double dames
Aucun

### Finales en double dames
| No | Date       | Nom et lieu du tournoi            | Catégorie | Dotation  | Surface      | Vainqueures                          | Partenaire        | Score     |          |
| -- | ---------- | --------------------------------- | --------- | --------- | ------------ | ------------------------------------ | ----------------- | --------- | -------- |
| 1  | 05-02-2024 | Mubadala Abu Dhabi Open Abou Dabi | WTA 500   | 922 573 $ | Dur (ext.)   | Sofia Kenin Bethanie Mattek-Sands    | Heather Watson    | 6-4, 7-64 | Parcours |
| 2  | 14-04-2025 | Open de Rouen Capfinances Rouen   | WTA 250   | 275 094 $ | Terre (int.) | Aleksandra Krunić Sabrina Santamaria | Irina Khromacheva | 6-0, 6-4  | Parcours |

## Parcours en Grand Chelem

### En simple dames
| Année | Open d'Australie | Open d'Australie  | Internationaux de France | Internationaux de France | Wimbledon       | Wimbledon        | US Open         | US Open          |
| ----- | ---------------- | ----------------- | ------------------------ | ------------------------ | --------------- | ---------------- | --------------- | ---------------- |
| 2022  | —                | —                 | 1er tour (1/64)          | Emma Raducanu            | —               | —                | 1er tour (1/64) | Marie Bouzková   |
| 2023  | Q1               | Katherine Sebov   | 2e tour (1/32)           | Elena Rybakina           | 1er tour (1/64) | Dalma Gálfi      | 2e tour (1/32)  | Ons Jabeur       |
| 2024  | 1/4 de finale    | Dayana Yastremska | 2e tour (1/32)           | Irina-Camelia Begu       | 2e tour (1/32)  | Bianca Andreescu | 1er tour (1/64) | Yulia Putintseva |
| 2025  | 1er tour (1/64)  | Clara Tauson      | 1er tour (1/64)          | Anastasia Potapova       | 1/8 de finale   | Amanda Anisimova |                 |                  |

N.B. : à droite du résultat se trouve le nom de l'ultime adversaire.

### En double dames
| Année | Open d'Australie                                                            | Open d'Australie                                                                         | Internationaux de France                                                              | Internationaux de France                                                         | Wimbledon                                                                                 | Wimbledon | US Open                                                                           | US Open |
| ----- | --------------------------------------------------------------------------- | ---------------------------------------------------------------------------------------- | ------------------------------------------------------------------------------------- | -------------------------------------------------------------------------------- | ----------------------------------------------------------------------------------------- | --------- | --------------------------------------------------------------------------------- | ------- |
| 2022  | —                                                                           | —                                                                                        | —                                                                                     | —                                                                                | —                                                                                         | —         | 2e tour (1/16) L. Hradecká \|\| style="text-align:left;" \| A. Guarachi A. Klepač |         |
| 2023  | —                                                                           | —                                                                                        | 2e tour (1/16) I. Khromacheva \|\| style="text-align:left;" \| M. Kato A. Sutjiadi    | 1er tour (1/32) W. Xiyu \|\| style="text-align:left;" \| M. Bouzková S. Sorribes | 2e tour (1/16) M. Kolodziejová \|\| style="text-align:left;" \| R. Montgomery C. Ngounoue |           |                                                                                   |         |
| 2024  | 2e tour (1/16) Wang X. \|\| style="text-align:left;" \| Wu F.-h. Zhu L.     | 2e tour (1/16) T. Mihalíková \|\| style="text-align:left;" \| B. Krejčíková L. Siegemund | 1er tour (1/32) R. Masarova \|\| style="text-align:left;" \| K. Siniaková T. Townsend | 1er tour (1/32) D. Shnaider \|\| style="text-align:left;" \| H. Dart D. Parry    |                                                                                           |           |                                                                                   |         |
| 2025  | 1er tour (1/32) H. Watson \|\| style="text-align:left;" \| H. Dart D. Parry | 1er tour (1/32) C. Tauson \|\| style="text-align:left;" \| T. Mihalíková O. Nicholls     | 1er tour (1/32) R. Šramková \|\| style="text-align:left;" \| E. McDonald M. Xu        |                                                                                  |                                                                                           |           |                                                                                   |         |

N.B. : le nom de la partenaire se trouve sous le résultat ; les noms des ultimes adversaires se trouvent à droite.

## Parcours en WTA 1000
Les tournois WTA « Premier Mandatory » et « Premier 5 » (entre 2009 et 2020) et WTA 1000 (à partir de 2021) constituent les catégories d'épreuves les plus prestigieuses, après les quatre levées du Grand Chelem. 

De 2009 à 2023, les tournois Premier Mandatory (dits tournois WTA 1000 obligatoires entre 2021 et 2023) regroupent Indian Wells, Miami, Madrid et Pékin, les autres constituant les tournois Premier 5 (tournois WTA 1000 non-obligatoires). À partir de 2024, le nombre de tournois WTA 1000 passe à 10 par saison (fin de l’alternance Doha / Dubaï), ces derniers devenant tous obligatoires et offrant tous 1000 points à la vainqueure (contre 900 points précédemment pour les tournois Premier 5).

### En simple dames
| Année |       |                            |                         |                           |                           |                            |                            |                            |                         |                        |  |  |
| Doha  | Dubaï | Indian Wells               | Miami                   | Madrid                    | Rome                      | Canada                     | Cincinnati                 | Pékin                      |                         | Wuhan                  |  |  |
| Doha  | Dubaï | Indian Wells               | Miami                   | Madrid                    | Rome                      | Canada                     | Cincinnati                 | Pékin                      | Guadalajara             |                        |  |  |
| Doha  | Dubaï | Indian Wells               | Miami                   | Madrid                    | Rome                      | Canada                     | Cincinnati                 | Pékin                      |                         |                        |  |  |
| 2023  |       | WTA 500                    |                         | 3e tour (1/16) C. Gauff   | 2e tour (1/32) P. Kvitová |                            | 2e tour (1/32) M. Linette  |                            | 3e tour (1/8) C. Gauff  | 2e tour (1/16) Forfait |  |  |
| 2024  |       | 3e tour (1/8) Ka. Plíšková |                         | 3e tour (1/16) I. Świątek | 3e tour (1/16) I. Świątek | 2e tour (1/32) M. Andreeva | 3e tour (1/16) Zheng Q.    |                            | 1er tour (1/32) L. Sun  |                        |  |  |
| 2025  |       | 3e tour (1/8) I. Świątek   | 1/4 de finale C. Tauson | 2e tour (1/32) L. Sun     | 2e tour (1/32) M. Kessler | 3e tour (1/16) I. Świątek  | 3e tour (1/16) M. Andreeva | 2e tour (1/32) J. Cristian | 2e tour (1/32) I. Jovic |                        |  |  |

Sous le résultat, l’ultime adversaire.
1. 1 2   Les tournois de Doha et Dubaï alternent le statut de tournoi WTA 1000 (ex Premier 5) entre 2009 et 2023 : les trois premières éditions ont lieu à Dubaï, les trois suivantes à Doha, puis Dubaï accueille le tournoi de cette catégorie les années impaires et Dubaï les années paires. De 2011 à 2023, la ville qui n’accueille pas de WTA 1000 organise à la place un tournoi WTA 500 (ex Premier).
2. 1 2 3 4 5 6 7   L’ordre de déroulement des tournois a évolué depuis 2009 : Rome se dispute avant Madrid et Cincinnati avant Montréal/Toronto jusqu’en 2010, tandis que Tokyo (2009-2013)-Wuhan (2014-2019, 2024-)-Guadalajara (2022-2023) ont lieu avant Pékin jusqu’en 2023.

## Parcours aux Jeux olympiques

### En simple dames
| # | Date       | Nom de l'olympiade         | Surface             | Résultat        | Ultime adversaire | Score    |          |
| - | ---------- | -------------------------- | ------------------- | --------------- | ----------------- | -------- | -------- |
| 1 | 27/07/2024 | Olympic Tennis Event Paris | Terre battue (ext.) | 1er tour (1/32) | Wang Xiyu         | 6-3, 6-3 | Parcours |

### En double dames
| # | Date       | Nom de l'olympiade         | Surface             | Résultat                 | Partenaire       | Ultime adversaires                   | Score    |          |
| - | ---------- | -------------------------- | ------------------- | ------------------------ | ---------------- | ------------------------------------ | -------- | -------- |
| 1 | 27/07/2024 | Olympic Tennis Event Paris | Terre battue (ext.) | 4e place (petite finale) | Karolína Muchová | Cristina Bucșa · Sara Sorribes Tormo | 6-2, 6-2 | Parcours |

## Circuit ITF

### Simple: 7 (6 titres, 1 finale)
| Result   | W–L | Date          | Tournoi                          | Dotation  | Surface | Adversaire                | Score          |
| -------- | --- | ------------- | -------------------------------- | --------- | ------- | ------------------------- | -------------- |
| Défaite  | 0–1 | Février 2021  | ITF Sharm El Sheikh, Egypte      | 15 000 $  | Dur     | Shalimar Talbi            | 3–6, 6–2, 3–6  |
| Victoire | 1–1 | Mars 2021     | ITF Bratislava, Slovaquie        | 15 000 $  | Dur     | Tereza Smitková           | 4–6, 7–64, 7–5 |
| Victoire | 2–1 | Mars 2021     | ITF Bratislava, Slovaquie        | 15 000 $  | Dur     | Iva Primorac              | 6–3, 7–64      |
| Victoire | 3–1 | Août 2021     | ITF Přerov, Czech Republic       | 60 000 $  | Terre   | Alexandra Cadanțu-Ignatik | 62–7, 6–4, 6–3 |
| Victoire | 4–1 | Novembre 2021 | ITF Milovice, République Tchèque | 25 000 $  | Dur     | Nikola Bartůňková         | 6–3, 6–4       |
| Victoire | 5–1 | Avril 2022    | ITF Croissy-Beaubourg, France    | 60 000 $  | Dur     | Léolia Jeanjean           | 6–3, 6–4       |
| Victoire | 6–1 | Juillet 2022  | ITF Versmold, Allemagne          | 100 000 $ | Terre   | Ysaline Bonaventure       | 6–1, 6–3       |

## Records et statistiques

### Victoire sur le top 10
| Légende         |
| Grand Chelem    |
| Jeux olympiques |
| Masters         |
| WTA 1000        |
| WTA 500         |
| WTA 250         |
| Fed Cup         |

|   |        |  | Tournoi          | Année | Surface             |            | Adversaire       | Rang  | Tour          | Score          | Tableau |
| - | ------ |  | ---------------- | ----- | ------------------- | ---------- | ---------------- | ----- | ------------- | -------------- | ------- |
| 1 | no 102 |  | Adélaïde I       | 2023  | Dur                 |            | Daria Kasatkina  | no 8  | 1/16          | 6-3, 62-7, 6-3 | Tableau |
| 2 | no 102 |  | Adélaïde I       | 2023  | Dur                 | Ons Jabeur | no 2             | 1/2   | 6-3, 1-6, 6-3 |                | Tableau |
| 3 | no 50  |  | Cincinnati       | 2023  | Dur                 |            | Petra Kvitová    | no 9  | 1/16          | 3-6, 6-2, 6-4  | Tableau |
| 4 | no 50  |  | Open d'Australie | 2024  | Dur                 |            | Iga Świątek      | no 1  | 1/16          | 3-6, 6-3, 6-4  | Tableau |
| 5 | no 28  |  | Doha             | 2024  | Dur                 |            | Maria Sakkari    | no 9  | 1/16          | 3-6, 7-62, 7-5 | Tableau |
| 6 | no 31  |  | Stuttgart        | 2024  | Terre battue (int.) |            | Jeļena Ostapenko | no 10 | 1/16          | 6-3, 6-1       | Tableau |
| 7 | no 35  |  | Dubaï            | 2025  | Dur                 |            | Jessica Pegula   | no 5  | 1/8           | 6-3, 7-68      | Tableau |
| 8 | no 30  |  | Bad Homburg      | 2025  | Gazon               |            | Mirra Andreeva   | no 7  | 1/4           | 6-3, 6-3       | Tableau |

## Classements WTA en fin de saison
| Année          | 2020 | 2021 | 2022 | 2023 | 2024 |
| Rang en simple | 1027 | 317  | 91   | 41   | 26   |
| Rang en double | 1192 | 502  | 180  | 198  | 65   |

Source : (en) Classements de Linda Nosková sur le site officiel de la Fédération internationale de tennis